# 皮特金縣 (科羅拉多州)
皮特金县（英語：Pitkin County）是美國科羅拉多州中西部的一個縣。面積2,521平方公里。根據美國2000年人口普查，共有人口14,872人。縣治阿斯彭（Aspen）。
成立於1881年2月23日。縣名紀念第三任州長腓特烈·W·皮特金（Frederick Walker Pitkin）。